# Stadion Znamia Truda
Stadion Znamia Truda — stadion piłkarski w mieście Oriechowo-Zujewo. Mieści 6000 widzów.
Wybudowany jeszcze przed rewolucją październikową, jest jednym z najstarszych tego typu miejsc w Rosji. Swoje mecze rozgrywa tu klub o identycznej nazwie.